# Pseudophacopteron electum
Pseudophacopteron electum är en insektsart som beskrevs av Capener 1973. Pseudophacopteron electum ingår i släktet Pseudophacopteron och familjen Phacopteronidae. Inga underarter finns listade i Catalogue of Life.